# Gines de Mafra

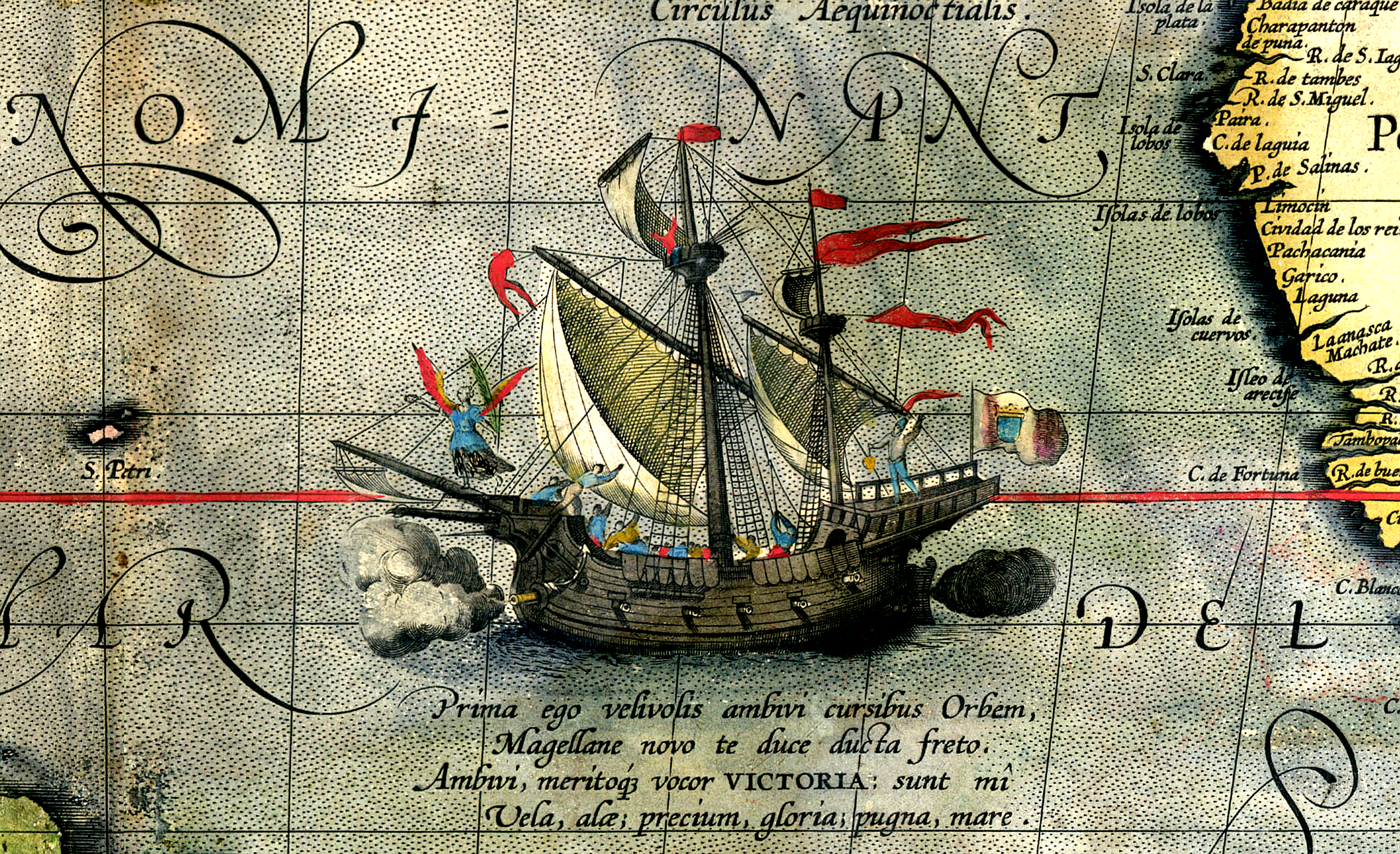
Magellanexpeditionens fartyg Victoria”

Gines de Mafra, född cirka 1493, död cirka 1546, var en spansk sjöman och upptäcktsresande. Mafra deltog i den första världsomseglingen 1519-1521 under Ferdinand Magellan och i en Stilla havs-expedition 1542-1545 under Ruy Lopez de Villalobos.

## Biografi
Endast lite finns dokumenterat om Mafras liv, han föddes troligen kring 1493 (möjligen i spanska Jerez de la Frontera eller enligt andra källor i portugisiska Mafra).

### Första världsomseglingen
Den 10 augusti 1519 lämnade en expedition om 5 fartyg hamnen i Sevilla med Mafra på Magellans flaggskepp Trinidad. Expeditionen nådde slutligen Kryddöarna de 8 november 1521.
"Trinidad" avgick från Tidore den 6 april 1522 och försökte nå Nya Spanien via Stilla havet, efter lite irrfärder minskade provianten och man beslöt att återvända till Tidore. Här tillfångatogs fartyget av portugiserna och besättningen fängslades. Först i augusti 1527 lyckades 4 av Trinidads besättningsmän däribland Mafra och Gonzalo Gómez de Espinosa återvända till Spanien. Mafras hustru hade då gift om sig varpå Mafra beslutade sig senare att medfölja Villalobos på dennes expedition.

### Stilla havs-expeditionen
Den 1 november 1542 lämnade Villalobos expedition hamnen La Navidad i Jalisco på Mexikos västra kust, Mafra var då kapten på "San Cristobal", i januari 1543 skiljs konvojen åt under en storm. Senare i februari återförenas fartygen igen. Provianten började sakteligen sina och man beslöt att segla mot Tidore dit de anlände den 24 april 1544.Vid ankomsten arresterades hela besättningen. Mafra medskickade sina anteckningar med hemvändande sjömän. Därefter finns inga säkra uppgifter om Mafras öde, möjligen lyckades även han fly hem till Spanien kring 1549.

## Eftermäle
Mafras berättelse av världsomseglingen är en av de få bevarade beskrivningarna av resan, ett transkriberad manuskript upptäcktes 1920 i Archivo General de Indias i Madrid och gavs ut senare.